# Leidsche Vereniging van Industriëlen
De Leidsche Vereniging van Industriëlen (LVI) was een belangenvereniging van productiebedrijven gevestigd in of bij de Nederlandse stad Leiden met het doel om een netwerk te bieden aan ondernemers en gezamenlijk invloed te hebben op de (lokale) politieke besluitvorming. De vereniging werd in 1917 opgericht. Leden waren onder meer Fasson, Heineken, 3M, de Nederlandse Middenstandsbank, de Koninklijke Sanders, Zaalberg dekens, advocatenkantoor Ruijter de Wildt en de Kamer van Koophandel. Vanaf januari 2003 ging de LVI intensiever samenwerken met MKB Leiden en Leiden Centraal om daarmee uiteindelijk te fuseren tot de BV Leiden.
De LVI steunde ook culturele doelen, zoals de verwerving in 1974 door Museum De Lakenhal van een zelfportret uit 1568 door Isaac Claesz. van Swanenburg en in 1960 tachtig nieuwe uniformen voor de Koninklijke Leidsche Studenten Vereeniging tot Vrijwillige Oefening in den Wapenhandel "Pro Patria" ter vervanging van de exemplaren die verloren waren gegaan bij de brand in Sociëteit Minerva op 3 december 1959. Tijdens een plechtige bijeenkomst bij molen De Valk werden de uniformen op 11 juni 1960 door de voorzitter van de Leidsche Industriëlen aan Pro Patria overgedragen. 
21 mei 1954 was een bijzondere dag in de geschiedenis van de LVI. Prins Bernhard presideerde toen de vergadering van de Leidse Vereniging van Industriëlen in de Papevleugel van Museum De Lakenhal. Om twaalf uur arriveerde ook Koningin Juliana als afsluiting van haar tweedaags bezoek aan Rijnland bij het museum. Het Koninklijk gezelschap kreeg vervolgens een rondleiding door het museum, waarna het bezoek aan Leiden besloten werd door in de Oude Singel, voor De Lakenhal, aan boord te gaan van de Piet Hein.
Op 14 november 1967 ontving de LVI ter gelegenheid van haar 50-jarig bestaan op grond van haar verdiensten voor de gemeenschap de erepenning in goud van de gemeente Leiden. Er was ook weleens sprake van kritiek op de LVI, bijvoorbeeld in 1976 door de Industriebond NVV. Die noemde het een behoudend gezelschap waarvan de monopoliepositie zou moeten worden doorbroken om het arbeidsklimaat in Leiden te kunnen verbeteren.
Het archief van de Leidse Vereniging van Industriëlen (LVI) over de periode 1925 - 1991 is ondergebracht bij het Regionaal Archief Leiden.